# Faro de Torre del Mar
El faro de Torre del Mar es un faro español de tráfico marítimo. Situado en el municipio de Vélez-Málaga, en el pueblo de Torre del Mar.

## Características
Automático, eléctrico y encendido por célula fotoeléctrica. Comenzó a utilizarse en el año 1864. Ha sido trasladado varias veces de emplazamiento. Tiene una altura de 29 m sobre el mar y 26 m sobre el suelo. Señales luminosas: 1 y 2 destellos cada 10 segundos. Alcance teórico: 13 millas marítimas.